# Santa Lucía
Santa Lucía là một khu tự quản thuộc tỉnh Boaco, Nicaragua. Khu tự quản Santa Lucía có diện tích 121 ki lô mét vuông. Đến thời điểm năm 2005, huyện Santa Lucía có dân số 8254 người.